# Ель-Хазне

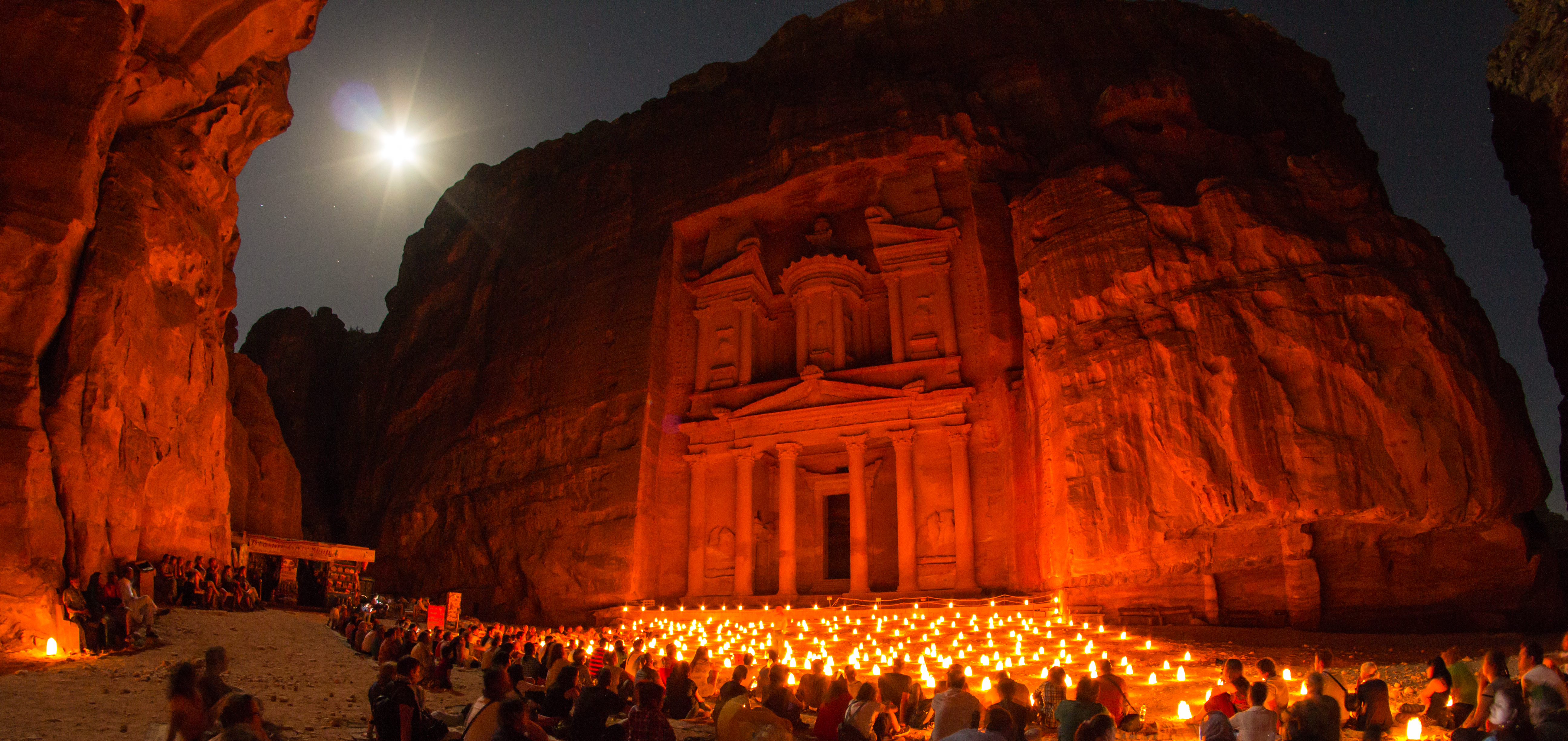
Ель-Хазне вночі.

Ель-Хазне (араб. الخزنة الخزنة‎ Chaznat al-Firʿaun — «скарбниця») — набатейський храм епохи еллінізму в Петрі на теренах сучасної Йорданії. Входить у число пам'яток ЮНЕСКО і «Сім нових чудес світу».

## Топонім
Згідно з першою легендою, єгипетський фараон, який переслідував Мойсея, створив за допомогою магії цей храм і заховав свої скарби в найвищій урні (Khaznet Far'oun). На ній нині видно сліди пострілів бедуїнів, які на початку XX століття намагалися захопити легендарні скарби. Насправді урна вирізана повністю з пісковику.
Згідно з іншим місцевим повір'ям, розбійники, що нападали на каравани, заховали награбоване на другому поверсі в кам'яній урні.

## Опис
За однією з версій, храм побудував набатейський цар Арета IV Філопатор як власну усипальницю. Згодом призначення будівлі було змінене.
Ця монументальна будівля, вирізана з піщаної скелі в I столітті. Ордерний фасад будівлі — 40 метрів заввишки й 25 метрів завширшки. Над портиком з шести колон коринфського ордеру здіймається невеликий толос — купольне склепіння. Поховань у будівлі немає, хоча у правій форкамері, можливо, стояв саркофаг.
Багато скульптур з фасаду втрачені з часом. Дві фігури орла на даху будівлі, за повір'ям, відносили душі померлих. На другому поверсі зображені амазонки, що танцюють з двосічними сокирами. Вхід охороняють статуї міфічних близнюків Кастора і Поллукса, які, згідно з легендою, жили одночасно на Олімпі й у підземному царстві.
У 2003 році професор Сулейман Фараджат виявив 3–4 поховання вище рівня землі (4–6 метрів нижче сучасного рівня) з чоловічими залишками. Через проблеми з фінансуванням розкопки тимчасово припинені.

## Туризм
У 1812 році місце повторно відкрив для світу швейцарський мандрівник Йоганн Людвіг Буркгардт. Європейський туризм набирав обертів, і в 1920-х роках поруч з Петрою відкрився перший готель. Туризм значно вплинув на інфраструктуру й економічний розвиток регіону, уклад життя бедуїнів, оскільки, окрім основної історичної пам'ятки, спочатку не було інших привабливих для мандрівників місць. Це найпопулярніша пам'ятка регіону. Часто плутають з іншим набатейським храмом Ад-Дейр.
На старовинних малюнках мандрівників помітний струмок поряд із храмом. У 1960-х роках потік води направили древнім руслом, а майданчик перед храмом вирівняли для зручності туристів.
Як результат туристичної активності пам'ятка псується від дотиків — на колонах і стінах з'явились білі плями стеаринової кислоти, а товщина стін за 10 років стерлася на 40 мм.
Храм Ель-Хазне широко відомий у світі завдяки фільму Стівена Спілберга «Індиана Джонс і останній хрестовий похід», де з'явився фасад будівлі; інтер'єри знімали на студії у Великій Британії.

## Галерея

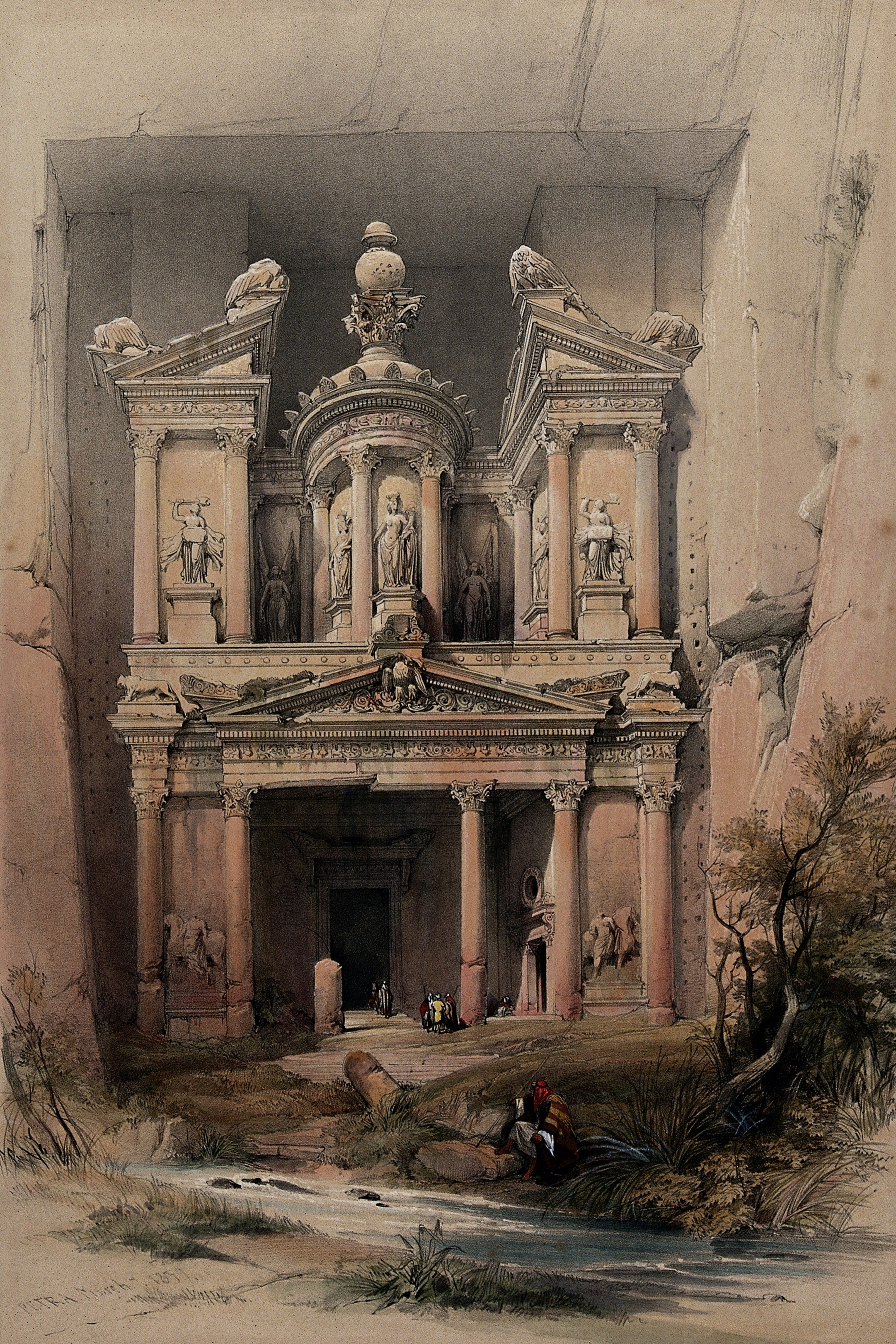
Кольорова літографія Девіда Робертса, 1849 рік
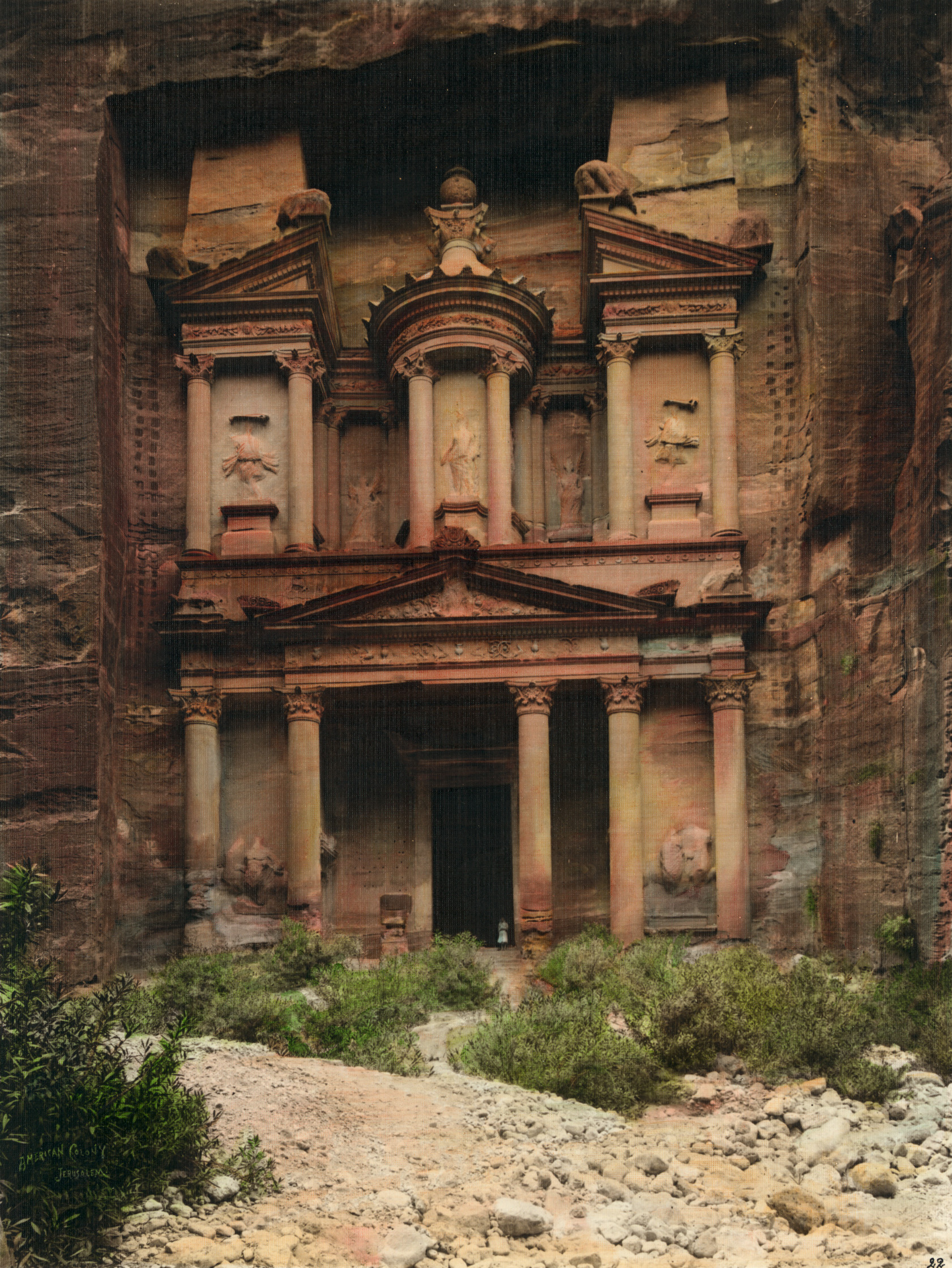
Колоризована фотографія, зроблена між 1900—1940 р.
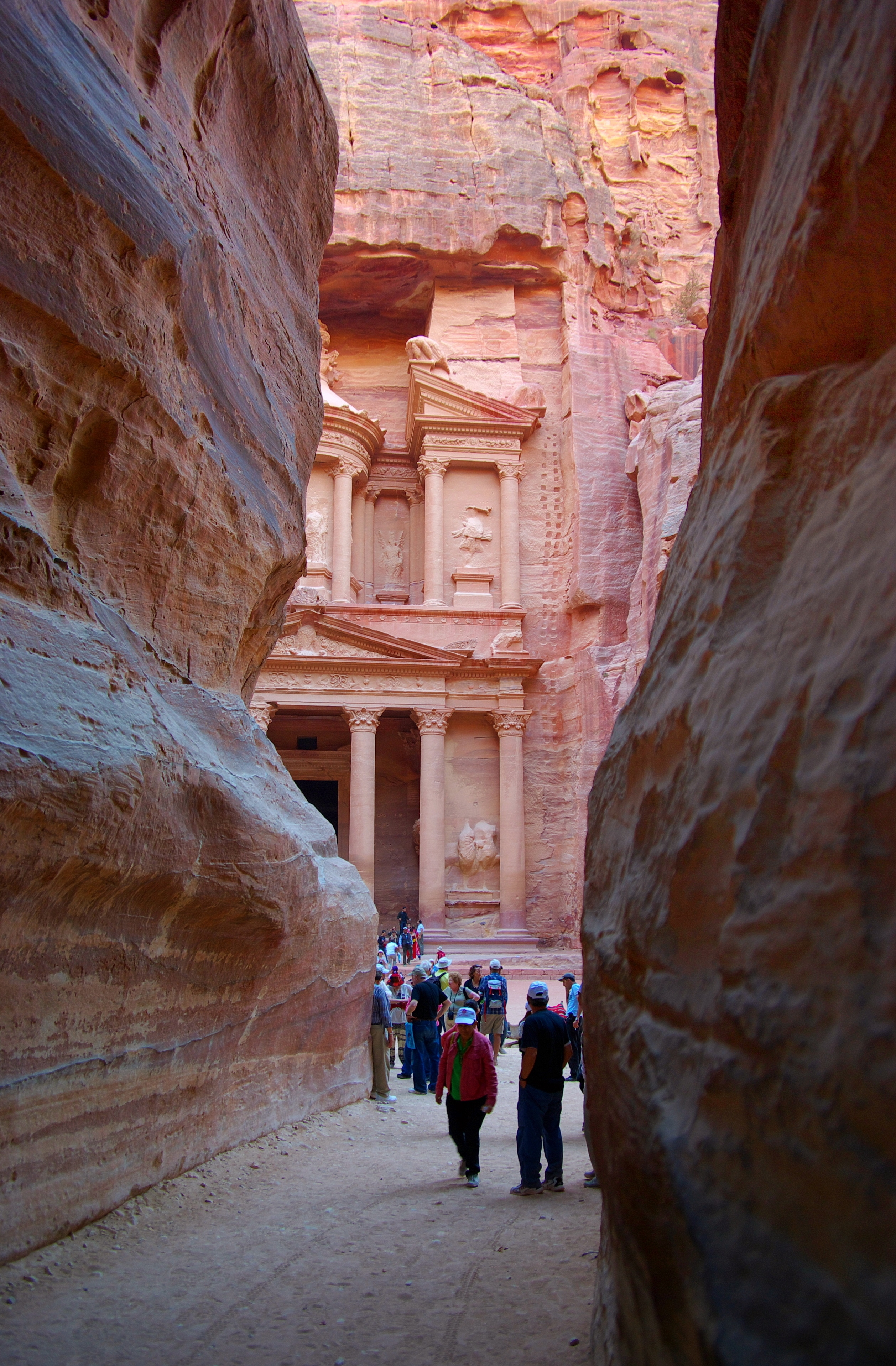
Вигляд на храм з ущелини Ель-Сик[en]
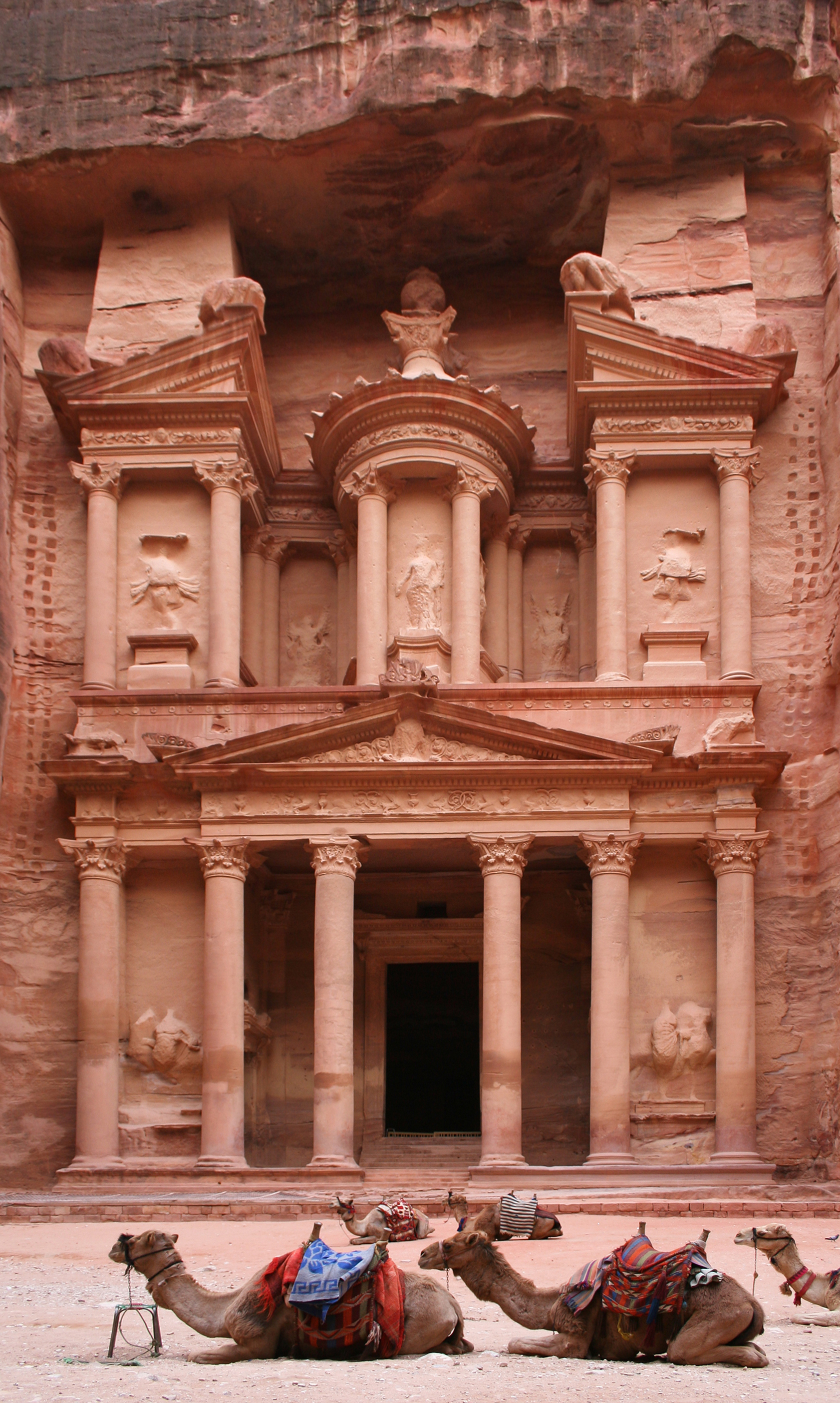
Сучасний вигляд Ель-Хазне
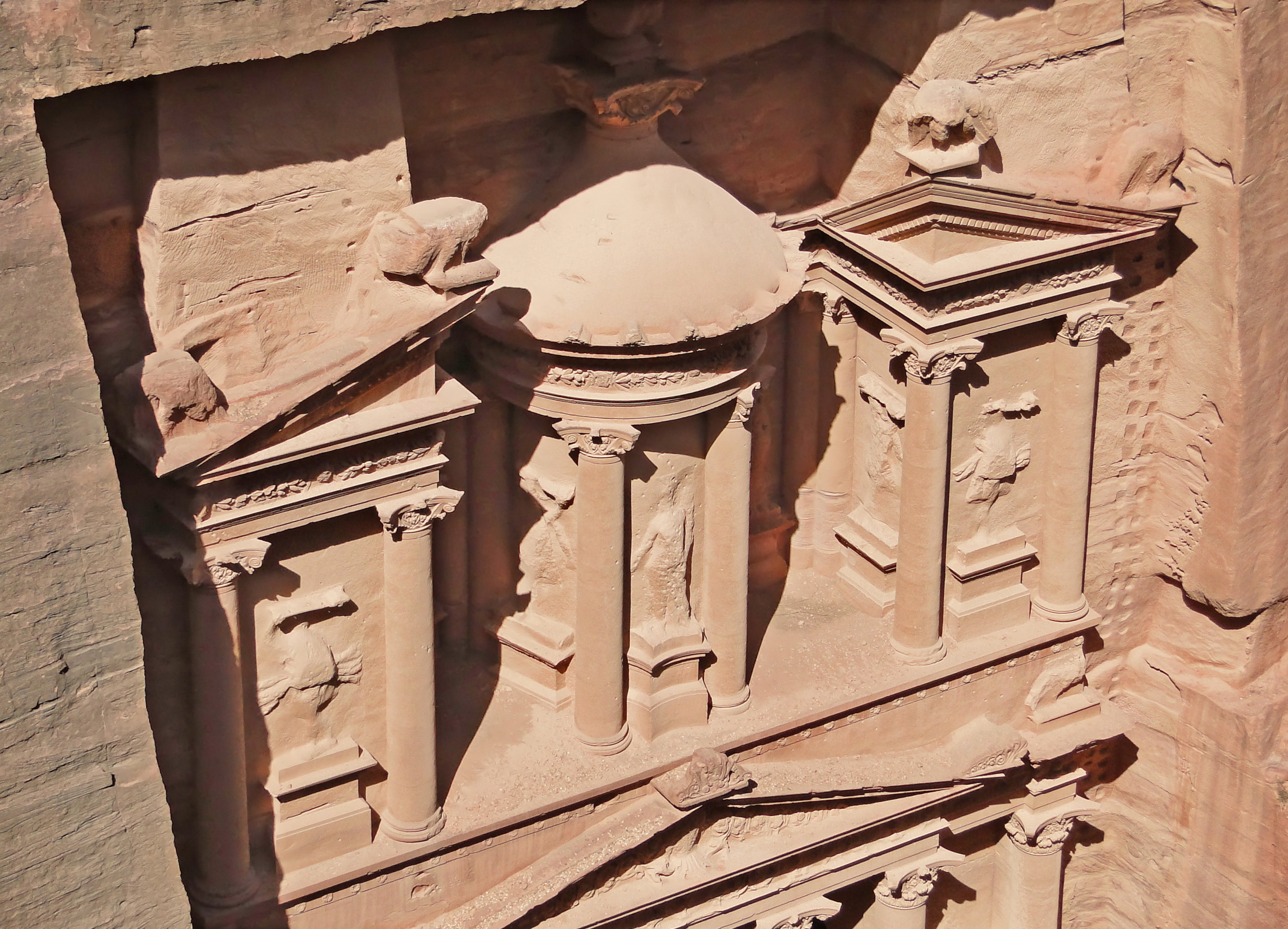
Толос
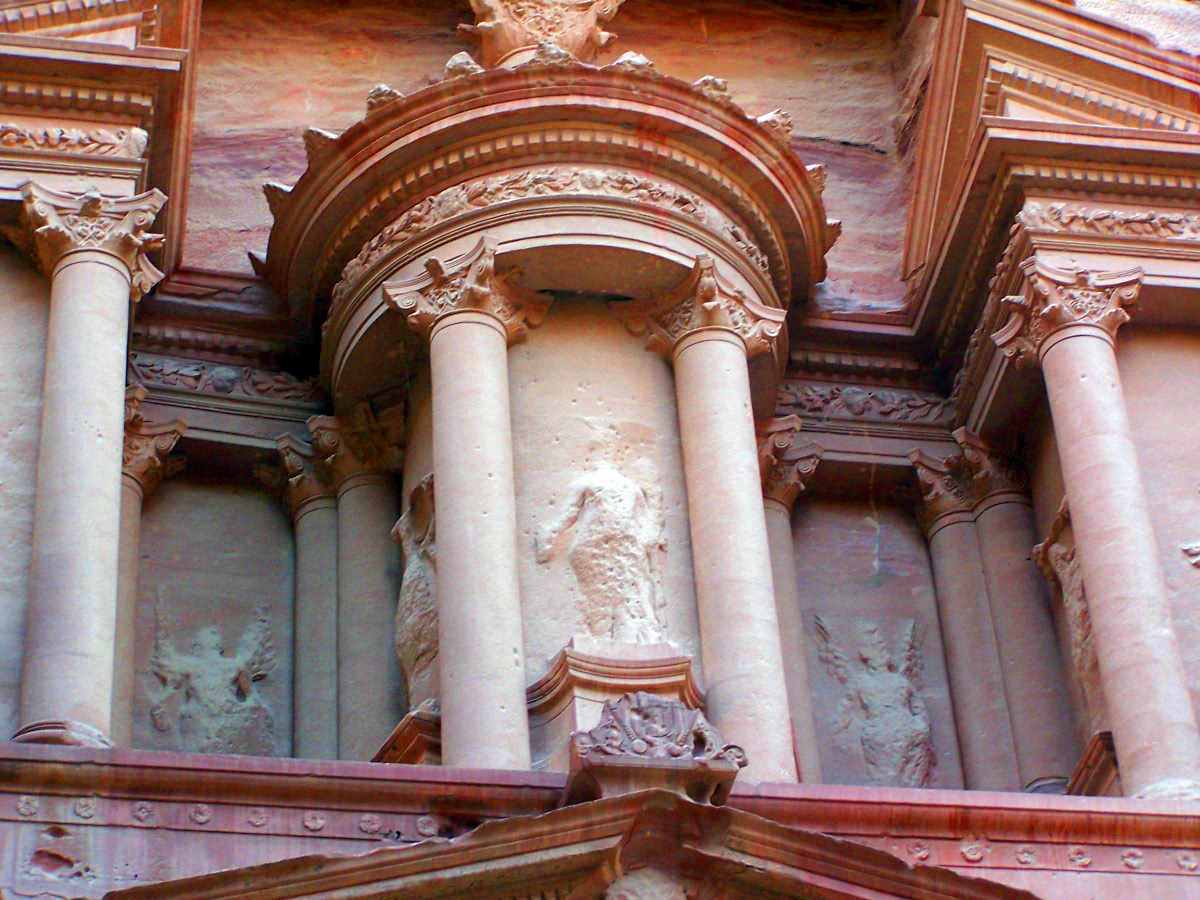
Центральна скульптура
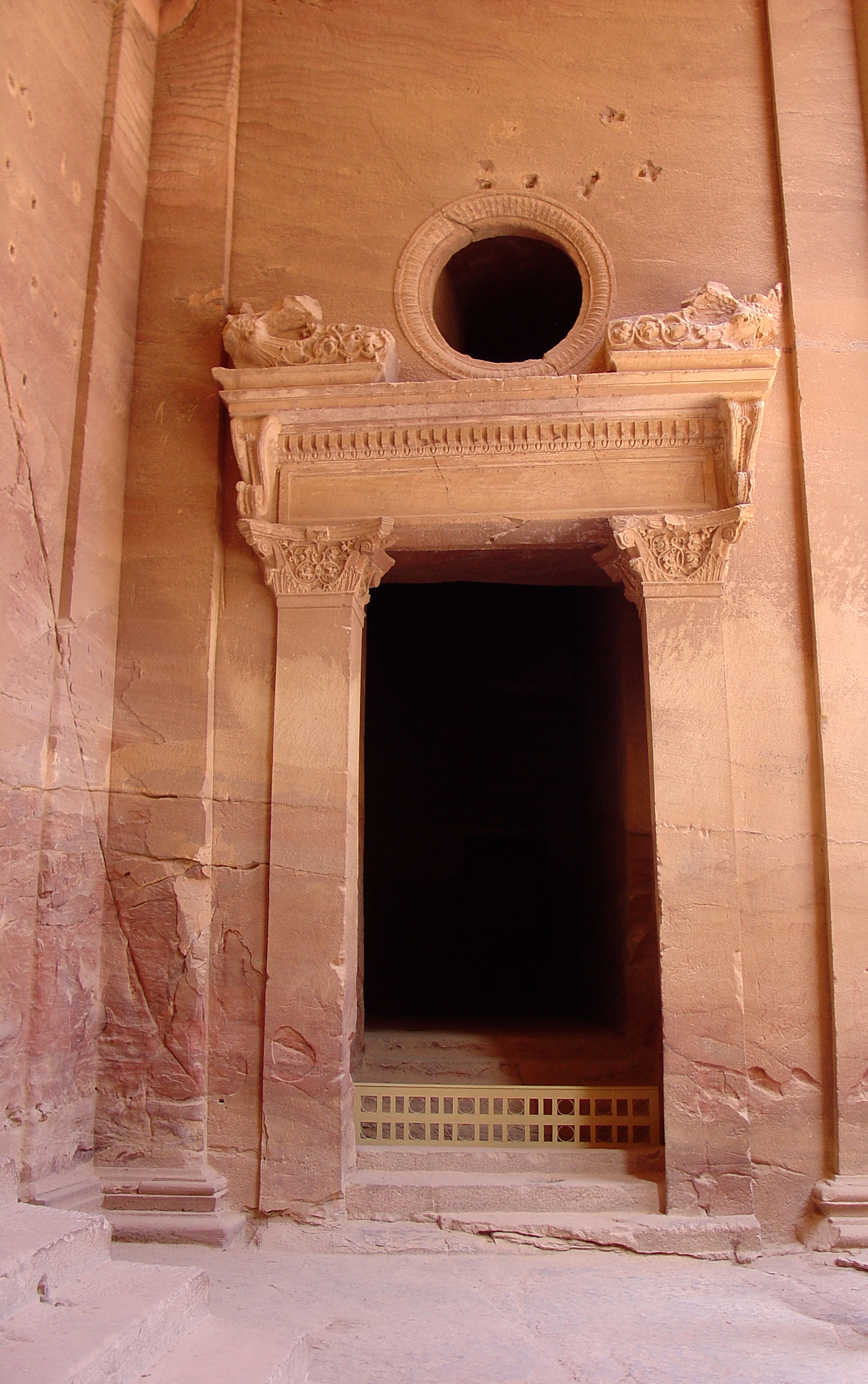
Над входом у бокове приміщення круглі вікна